# Николае Добрин
Николае Добрин е румънски футболист, който е играл като офанзивен полузащитник.
Той е смятан за един от най-великите румънски футболисти. Притежава феномален дрибъл и става три пъти футболист № 1 на Румъния през 1966, 1967, 1971. Стадионът в родния му град носи неговото име.

## Клубна кариера
Роден е в град Питещ. Дебютира на 14 годишна възраст в Лига 1 срещу Университатя Клуж. Играе 22 години за Арджеш Питещ и само 1 година за друг отбор. Той отказва да играе за грандовете Динамо (Букурещ) и Университатя (Крайова).
През своята кариера изиграва 408 мача, в които се разписва 111 пъти. Той става три пъти футболист № 1 на Румъния през 1966, 1967, 1971. Последният мач в кариерата му е срещу Бихор Орадеа.

## Национална кариера
Той играе 47 мача за Националния отбор на Румъния, в които вкарва 6 гола. Помага на Румъния да достигне до Световното първенство през 1970.

## Смърт
Умира на 26 октомври 2007 г. Това се случва в резултат на полиорганна недостатъчност, от своя страна причинена от рак на белия дроб. На погребението му присъстват повече от 5000 души.

## Успехи

### Клубни
Арджеш Питещ
- Лига 1: 1971-72, 1978-79

ФКМ Търговище
- Лига 2: 1980-81

### Индивидуални
- Футболист № 1 на Румъния: 1966, 1967, 1971